# Igor Tudor
Igor Tudor (Split, 16. travnja 1978.) hrvatski je nogometni trener i bivši nogometaš. Trenutačno je trener Juventusa.

## Igračka karijera
Tudor je započeo svoju nogometnu karijeru u splitskom Hajduku, za koji je nastupao tri sezone. U torinski Juventus odlazi 1998. godine za 4 milijuna eura, što je do prodaje Nike Kranjčara bio najskuplji transfer splitskog kluba. U Juventusu je igrao do 2005. godine bilježivši pritom i nastupe za hrvatsku A reprezentaciju, s kojom 1998. godine osvaja brončanu medalju na Svjetskom prenstvu, te kasnije dobiva i državnu nagradu za šport "Franjo Bučar". Svjetsko prvenstvo 2002. godine, godine kada je proglašen za najboljeg hrvatskog nogometaša, propušta radi ozljede. Tijekom prvih godina u Juventusu stječe naklonost poznatog stručnjaka Marcela Lippija, te bilježi poveći broj nastupa u Serie A i Ligi prvaka.
Sezonu 2005./06. proveo je na posudbi u Sieni, a potom se vratio u Juve. Međutim, događa mu se ozljeda gležnja uzrokovana bakterijskom infekcijom zbog koje će pauzirati čitavu sezonu. Posjetio je niz svjetskih stručnjaka, te se nakon više od godinu dana uspio donekle oporaviti. Krajem lipnja potpisuje ugovor s matičnim Hajdukom na jednu godinu uz opciju produženja na još jednu, no, na debi čeka do kraja listopada kada nastupa protiv Zadra. 
Nakon par utakmica se opet ozlijeđuje i tako većinu sezone provodi na rehabilitaciji, uz samo 8 nastupa u Hajdukovom dresu. Naredne sezone ostaje u Splitu, u iščekivanju potpunog oporavka nakon kojeg je trebao postati bitan dio momčadi Gorana Vučevića. Ipak, 23. srpnja 2008. godine, zbog neprekidnih bolova u gležnju službeno obznanjuje prijekid bogate igračke karijere.
U svojoj prvoj sezoni u Francuskoj kao trener Marseillea u prvih je osamnaest kola ostvario 39 bodova što do sada nije uspjelo niti jednom treneru tog kluba.
Statistika u Hajduku
| Natjecanje        | Nastupi | Zgoditci |
| ----------------- | ------- | -------- |
| Prvenstvo         | 66      | 4        |
| Kup               | 10      | 1        |
| Superkup          | 0       | 0        |
| Međunarodne       | 8       | 1        |
| Splitski podsavez | 0       | 0        |
| Ukupno            | 84      | 6        |
| Prijateljske      | 43      | 5        |
| Sveukupno         | 127     | 11       |